# Colomés
Colomés (en catalán y oficialmente Colomers) es una localidad y municipio español situado en la parte noroccidental de la comarca del Bajo Ampurdán, en la provincia de Gerona, comunidad autónoma de Cataluña. Limita con los municipios de Vilopriu, Jafre, Foichá y San Jorge des Valls. Por su término discurre el río Ter.

## Demografía
Colomés cuenta con una población de 205 habitantes (INE 2024).
| Gráfica de evolución demográfica de Colomés entre 1842 y 2021 |
| |
| Población de derecho según los censos de población del INE Población de hecho según los censos de población del INEEn estos censos se denominaba Colomés: 1842, 1857, 1860, 1877, 1887, 1897, 1900, 1910, 1920, 1930, 1940, 1950, 1960, 1970 y 1981 |

## Política
Los resultados en Colomés de las elecciones municipales celebradas en mayo de 2011 son:
| Elecciones Municipales - Colomés (2011) |       |          |            |
| Partido político                        | Votos | %Válidos | Concejales |
| Iniciativa por Cataluña Verdes (ICV)    | 73    | 72,28%   | 5          |
| Independientes por Colomés (PM)         | 5     | 4,95%    | 0          |

## Economía
En Colomés destaca la agricultura de regadío y de secano.

## Lugares de interés
- Iglesia de Santa María, de estilo románico.